# Кальв Неаполитанский
Кальв Неаполитанский (лат. Calvus или Calbus, итал. Calvo; умер в 761, Неаполь) — епископ Неаполя (748/749—761); святой, почитаемый в Римско-католической церкви (дни памяти — 20 марта и 18 ноября).

## Биография
Основной исторический источник о святом Кальве Неаполитанском — написанная на рубеже VIII—IX веков анонимным автором первая часть «Деяний неаполитанских епископов».
О происхождении и ранних годах жизни Кальва сведений не сохранилось. Он взошёл на епископскую кафедру Неаполя после скончавшегося в 748 или 749 году святого Косьмы II.
Хотя в середине VIII века Византию, частью итальянских владений которой был Неаполь, охватило иконоборческое движение, в источниках ничего не сообщается о том, как эти события тогда воспринимались клиром и мирянами города. Из деяний Кальва известно только о строительстве по его повелению оратория, посвящённого мученику Соссию.
В «Деяниях неаполитанских епископов» сообщается, что Кальв занимал епископскую кафедру двенадцать лет, четыре месяца и три дня. Его смерть датируется 761 годом. Преемником Кальва в епископском сане был Павел II.
Уже вскоре после смерти Кальв стал почитаться неаполитанцами как святой. Об этом свидетельствует упоминание его имени в мартирологе IX века, автор которого использовал для его составления более ранние церковные источники. Поминовение святого Кальва Неаполитанского происходит дважды: 20 марта и 18 ноября.